# Tomoyuki Shimura
Tomoyuki Shimura (志村 知幸?, Shimura Tomoyuki; Hitachi, 12 dicembre 1963) è un doppiatore giapponese. Attualmente lavora per Ken Production.

## Doppiaggio

### Serie animate
- L'attacco dei giganti (Kitz Verman)
- Cromartie High School (Fujimoto)
- Darker than Black (Yūsuke Saitō)
- DAN DOH!! (Kengo Yokota)
- Digimon Frontier (Buffalo the Trailmon)
- Eureka SeveN (Jobs)
- Fullmetal Alchemist (Heymans Breda)
- Fullmetal Alchemist: Brotherhood (Jelso)
- Pretty Cure Splash☆Star (Kengo Hoshino)
- Galaxy Angel (Kirk)
- Get Backers (Ryuudou Hishiki)
- Hellsing (Gareth)
- Immortal Grand Prix (Dimma)
- Le bizzarre avventure di JoJo: Diamond is Unbreakable (Keicho Nijimura)
- Mythical Detective Loki Ragnarok (Masumi Niiyama)
- Nanaka 6/17 (Jinpachi Arashiyama)
- Naruto (Kurobachi Kamizuru)
- Naruto: Shippuden (Kakko)
- PaRappa the Rapper (Bokuji-Sensei/Bob. G)
- Rockman.EXE (Cloudman)
- School Rumble (Noboru Tennōji)
- Scrapped Princess (Yuhma Casull)
- Star Ocean EX (Ururun)
- Smile Pretty Cure! (Wolfrun)
- That Time I Got Reincarnated as a Slime (Abil)
- Yakitate!! Japan (Aoyagi)

### OAV
- Majokko Tsukune-chan (Mayor)
- Initial D Extra Stage (Miyahara)

### Film d'animazione
- Fullmetal Alchemist: Il conquistatore di Shamballa (Heymans Breda)

### Videogiochi
- A.O.T: Wings of Freedom (Kitz Verman)
- A.O.T. 2 (Kitz Verman)
- Chaos;Child (Wataru Sakuma)
- Devil May Cry 5 (Griffon)
- Fate/hollow ataraxia (Reikan Ryuudou)
- Granblue Fantasy (Al-Khalid)
- Growlanser II: The Sense of Justice (Wolfgang)
- Growlanser III: The Dual Darkness (Clive)
- Heavy Rain (Troy)
- Horizon Zero Dawn (Olin Delverson)
- JoJo's Bizarre Adventure: All Star Battle R (Keicho Nijimura)
- Luminous Arc 2 (Wendell)
- Monster Hunter Stories 2: Wings of Ruin (Daul)
- Naruto Shippuden: Ultimate Ninja Storm 4 (Kakko)
- Ni no kuni: La minaccia della Strega Cinerea (Gallus)
- Resident Evil 7: Biohazard (Andre Stickland)
- Samurai Shodown V (Sankuro Yorozu)
- Stellar Blade (Clyde)
- Suikoden IV (Lino En Kuldes)
- Unicorn Overlord (Morard)
- Unlimited SaGa (Nuage, Basil Galeos)
- Wild Arms 5 (Greg Russelberg)
- Wo Long: Fallen Dynasty (Xiahou Dun)